# Gezangen voor Liturgie
Gezangen voor Liturgie is de officiële bundel met voornamelijk Nederlandstalige gezangen voor liturgisch gebruik in de Nederlandse kerkprovincie van de Katholieke Kerk. De bundel is voor het eerst verschenen in 1984. In 1996 verscheen een tweede editie, waarin een ruime uitbreiding van het aanbod aan liederen en psalmen. Beide edities zijn naast elkaar te gebruiken.
De bundel wordt uitgegeven door Gooi en Sticht Kampen in opdracht van de Stichting Liedbundel, waarin samenwerken de Nederlandse Sint-Gregoriusvereniging en de Stichting Gezangen voor Liturgie.
In het Ten Geleide schrijft toenmalig bisschop referent voor liturgie, mgr. J. Bluyssen dat hij hoopt dat het werk van de samenstellers tot zegen mag zijn van de liturgische vieringen in Nederland. Woorden die mgr. J.B. Niënhaus als toenmalig voorzitter van Bisschoppelijke Commissie voor Liturgie, Muziek en Kerkelijke Kunst in 1996 bij de tweede editie herhaalt. Met deze bundel, zo schrijven de samenstellers in het voorwoord, is gekomen tot een liedbundel met landelijke betekenis voor de Nederlandse kerkprovincie, samengesteld op grond van liturgisch-muzikale criteria, waardoor bijzondere kansen worden geschapen voor het eigen, Nederlandstalige kerklied.

## Indeling
Alle psalmen, kantieken, acclamaties, liederen en gebeden in de bundel hebben een nummer. Een nieuwe groep begint daarbij met een nieuw afgerond getal.

### Psalmen
De nummers 1 tot en met 150 zijn toegewezen aan psalmen. In de bundel staan niet alle 150 psalmen, maar wel de meest gebruikte, soms zelfs meer versies van dezelfde psalm. Wanneer er meerdere versies van dezelfde psalm voorkomen is daaraan een Romeinse één, twee of drie toegevoegd. Zo is er bijvoorbeeld psalm 103 I, 103 II en 103 III, waarbij de Romeinse cijfers wat kleiner zijn afgedrukt.
In de tweede editie is nog een klein aantal acclamaties van extra psalmen zonder verzen toegevoegd.

### Kantieken
Een aparte groep vormen de kantieken.
De nummers 150 tot en met 164 (160 in de eerste editie) zijn toegewezen aan een aantal kantieken. Kantieken zijn eveneens Bijbelse gezangen uit verschillende boeken van het Oude en Nieuwe testament. Het bekendste daarvan is het Magnificat, de Lofzang van Maria (Lucas 1, 46-55). Daarvan staan er meerdere zettingen afgedrukt.

### Vaste gezangen
De nummers 201 tot en met 400 omvatten vele van de vaste gezangen voor de eucharistieviering. Na de invoering van de Mis van Paulus VI na het Tweede Vaticaans Concilie zijn er veel meer vaste liturgische gezangen ingevoerd dan voorheen met het Kyrie, Gloria, Credo, Sanctus en Agnus Dei. Er zijn nu ook gezongen schuldbelijdenissen, acclamaties na een lezing uit de bijbel, acclamaties bij de voorbede, na de Consecratie, en de gezongen doxologie (afsluiting) van het eucharistisch gebed en diverse versies van het Onze Vader. Gezangen van gelijke soort zijn hierbij bij elkaar gezet.
In de bundel zijn de vaste gezangen uit een aantal Nederlandstalige missen integraal opgenomen, waarbij naar de verschillende onderdelen wordt doorverwezen. Het betreft de volgende missen: Markusmis (Floris van der Putt), Mis “Christus het eeuwig woord” (Jan Vermulst), Willibrordusmis (Bernard Bartelink), Paus Joannesmis (Jan Vermulst), Missa ad modum gregorianum (Ignace de Sutter), Thomasmis (Jan Raas).

### Liederen
Bij nummer 401 begint een grote groep liederen. De liederen zijn alfabetisch gerangschikt op het eerste woord van het eerste couplet. Bij nummer 574 begint dan in de tweede editie een nieuwe groep liederen, weer met een “a” tot en met 659. Men heeft er dus niet voor gekozen in de tweede editie alle liederen integraal te alfabetiseren. Daardoor blijven beide edities naast elkaar bruikbaar. In totaal staan in de tweede editie van de bundel 259 strofische liederen, beurtzangen, refreinliederen, doorgecomponeerde liederen en canons.

## Appendices
Gezangen voor Liturgie dat bij de tweede editie ruim 950 pagina’s omvat, beoogde oorspronkelijk uitsluitend een zangbundel te zijn, waarin uitsluitend Nederlandstalig repertoire zou zijn opgenomen. Mede op verzoek van de bisschoppen is de bundel echter ook voorzien van een tweetal appendices.

### Orde van Dienst
Bij nummer 701 begint de eerste appendix, waarin de orde van dienst voor een Eucharistieviering.
Daarin staan onder de nummers 723 tot en met 737 de goedgekeurde Nederlandstalige Eucharistische gebeden. In de tweede editie staan ook nog de zogenaamde Zwitserse Eucharistische gebeden en een Eucharistisch gebed voor een huwelijksviering, nummers 743 tot en met 747.

### Register en inhoudsopgave
Er is een zeer uitgebreide inhoudsopgave en register op kerkelijk jaar en themata opgenomen.

### Gregoriaanse gezangen
De bundel heeft een tweede appendix met 50 veel gebruikte gregoriaanse gezangen. Om aan te geven dat deze appendix eigenlijk geen deel uitmaakt van een bundel met uitsluitend Nederlandstalig repertoire, hebben de samenstellers ervoor gekozen de paginanummering van deze tweede appendix opnieuw met pagina 1 te beginnen. De nummering begint bij 801.

## Bijzonderheden

### Liedboek voor de Kerken
In de bundel Gezangen voor Liturgie zijn ook psalmen en liederen opgenomen die in het Liedboek voor de Kerken voorkomen. De samenstellers hebben er daarbij voor gekozen deze psalmen en liederen precies zo af te drukken als daarin voorkomend, vanwege de betrouwbaarheid in musicologisch opzicht en ter wille van de oecumene. Voor de katholieke zang betekende dit bijvoorbeeld dat het lied Komt ons in diepe nacht ter ore, dat Huub Oosterhuis in samenwerking met Bernard Huijbers ooit dichtte op de melodie van psalm 66, 98 en 118 uit het Geneefs Psalter, maar waarin de componist de halve rust consequent wegliet, in deze bundel met deze halve rust werd opgenomen. In de praktijk blijkt dat deze versie inmiddels in veel parochiekerken in gebruik is genomen.

### Bisdom Roermond
In het Bisdom Roermond heeft men in 2000 besloten een eigen kerkboek waarin een liedbundel Laus Deo uit te geven. De kerkmuzikale inhoud van Laus Deo wijkt af van Gezangen voor Liturgie, met name door het ontbreken van liederen en psalmteksten van Huub Oosterhuis. De enige tekst die van deze dichter nog voorkomt is het Nederlandstalige klaaglied op muziek van Bernard Huijbers voor de liturgie van Goede Vrijdag Mijn volk, wat heb Ik u gedaan.